# Pest (brytyjski zespół muzyczny)
Pest – londyńska grupa muzyczna nagrywająca dla wytwórni Ninja Tune, tworząca muzykę elektroniczną z elementami instrumentalnego jazzu, funku i hip-hopu.

## Dyskografia

### Albumy
- Necessary Measures (2003)
- All Out Fall Out (2005)

### Single
- Slap on Tap (2001)
- Jefferson Shuffle (2003)
- Chicken Spit (2003)
- Pat Pong (2005)
- Wuju (2005)